# Херцеговачка Грачаница
Херцеговачка Грачаница припада Владичанству захумско-херцеговачком и приморском Српске православне цркве, чија манастирска црква је грађена по узору на цркву манастира Грачанице са Косова и Метохије, задужбину краља Милутина (1282—1321), али је мања је за једну разину, а и унутрашњост има одријеђене разлике.

## Историја
Саграђена је 2000. године на брду Црквина изнад Требиња, са жељом да изврши тестамент српског песника Јована Дучића, родом из Требиња. Његови посмртни остаци пренијети су из Сједињених Америчких Држава и сахрањени у крипти манастирске цркве.
Црквина, мјесто које је одабрано за постављање подлога нове цркве, треће пријеслике косовске Грачанице на брдо у источном дијелу Требиња, одакле се шири видик на град и ријеку Требишњицу. Кроз вијекове је представљало узвишење ходочашћа и мира. Некада се ту налазила црква Светог Михајла, средњевјековна задужбина краља Милутина.
Оснивач храма је Бранко Тупањац, Билећанин настањен у Чикагу, а благослов владике Григорија и Атанасија за изградњу новог храма добио је Предраг Ристић, београдски градитељ поријеклом из Херцеговине.

## Градња
Црква Благовјештења саграђена је византијским начином градње. Грађена је је од читаве композиције различитих грађевинских материјала обједињујући захтјеве и некадашњег и садашњег начина градње. Црква је петокуполна, подигнута је на 15 стубова квадратног пресјека и једног који има кружну основицу, а који је наслоњен на камен донесен из Грачанице са Косова. Према предању камен који се преноси са огњишта уноси дух старе куће у нову.
Зидови су од армираног бетона, с тим што је унутрашњи дио обложен циглом, а спољашњи сигом уз орнаментику од цигле. Материјал је доношен из свих дијелова. Камени блокови у основици су из подручја Поповог поља, сига је из Таора, цигла из Черевића (Војводина), а креч стар више од 20 година донесен је из Невесиња.
Пријемази који украшавају њен под, преузети су из тзв. Призренског патоса који је красио под задужбине Душана Силног (краљ 1331—1346, цар 1346—1355), Светих Архангела код Призрена и дјело је београдског умјетника Владана Банковића. Александар Живадиновић са сарадницима је живописао зидове секо вјештином. Пријестолне изобразбе радила је сестра Текла из манастира Добрићево. Иконостас је вјерна пријеслика иконостаса из манастира Хиландар на Светој Гори и рађен је при манастиру Тврдош.
Спомен-цјелину чине црква Пресвете Богородице са звоником, владичански двор, књижница, амфитеатар, изложба, салон за банкете, глумиште, источник, и љетњи врт.
Храм се може видјети са сваке тачке у Требињу. Са брда Црквина пружа се поглед на цијели град.

## Слике
- Херцеговачка Грачаница, детаљ
- Херцеговачка Грачаница са оближњим дрворедом
- Херцеговачка Грачаница
- Фреска Богородице
- Гроб Јована Дучића